# Herrschaft Allmut

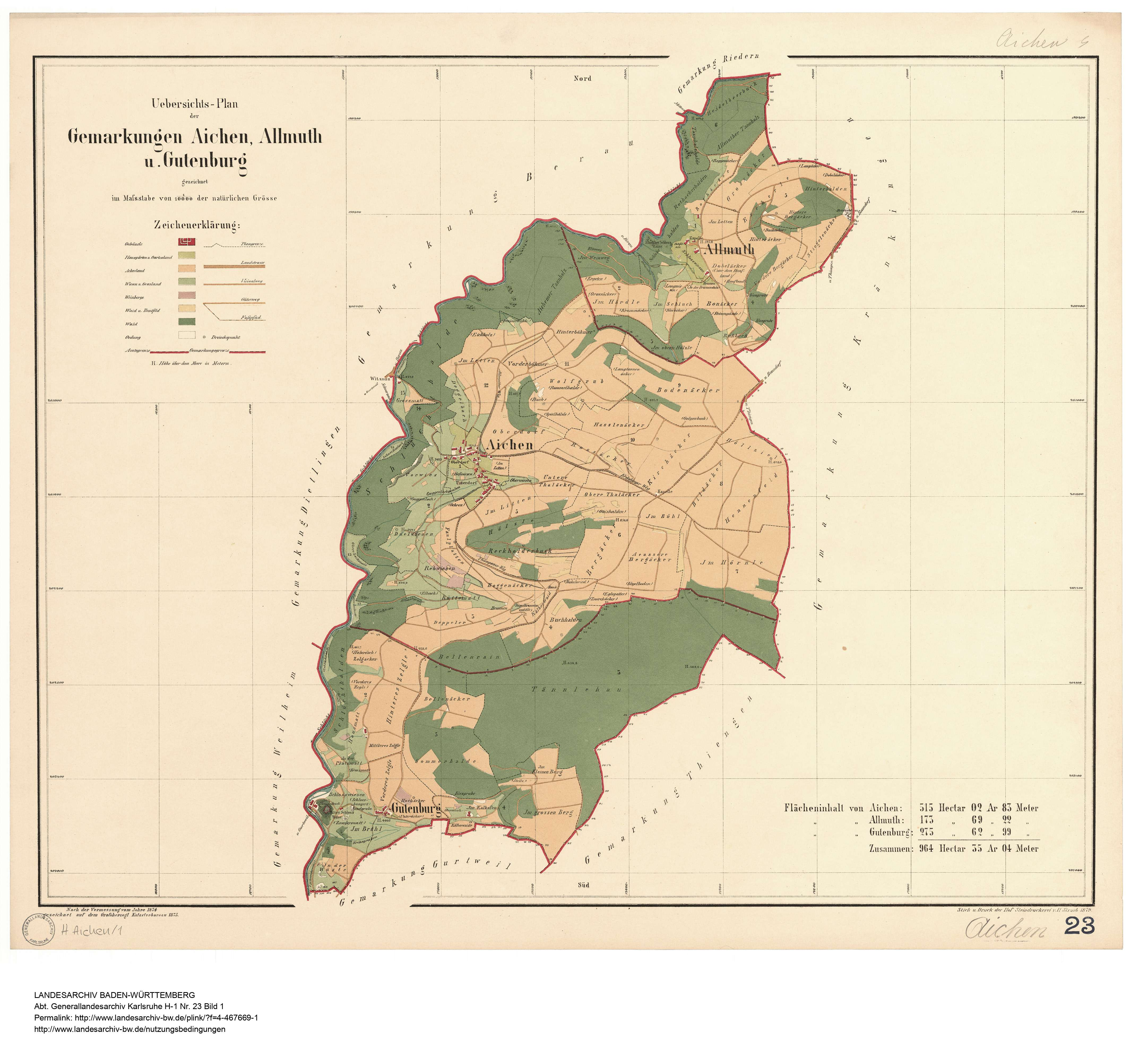
Herrschaft Allmut mit dem Dorf Aichen und dem Weiler Allmut

Die Herrschaft Almut (auch Allmut) mit dem Dorf Aichen im heutigen Landkreis Waldshut in Baden-Württemberg gehörte im Mittelalter zur Landgrafschaft Stühlingen, später zur Reichsherrschaft Bonndorf.

## Bestandteile
Neben der namengebenden Burg Allmut gehörten zur Herrschaft das Dorf Aichen, der Weiler Allmut mit dem Meierhof Im Schlauch und der auf der Gemarkung Krenkingen liegende Hof zu Hagnau.

## Geschichte
Die kleine Herrschaft entstand im 13. Jahrhundert um die Burg Allmut. Nach dem Erlöschen der Familie der Herren von Allmut kam sie 1352 in die Hände der Grafen von Lupfen, die schon zuvor die Lehnsherren waren.
In der Folge wurde die Herrschaft zum Spielball der meist verschuldeten Adelsfamilien derer von Heudorf, der Freiherren von Reischach, der Ritter von Rümlang, derer von Wülflingen und derer von Landenberg. Die Herrschaft wurde vielfach verpfändet und litt auch unter den Streitigkeiten der Pfandherren. 1497 kaufte Abt Georgius Eberhard für das Abtei Sankt Blasien von Lucas Freiherr von Reischach drei Viertel der Herrschaft und Abt Caspar II. Thoma konnte 1587 den restlichen Anteil für das Kloster erwerben.
Diese Käufe sind als Teil einer langfristig angelegten Strategie des Klosters zum Erwerb der Reichsunmittelbarkeit anzusehen. Im Bereich der Landgrafschaft Stühlingen „vergrößerte St. Blasien systematisch seine Einflußsphäre und strebte frühzeitig (etwa seit der Mitte des 14. Jahrhunderts) eine Herrschaftsintensivierung in Richtung landeshoheitlicher Rechte an, …“
Die Herrschaft Allmut wurde verwaltungsmäßig der benachbarten Herrschaft Gutenburg zugeordnet, die ihrerseits „seit der Wende vom 15. zum 16. Jahrhundert“ eines der vier sanktblasischen Reichsämter (Blumegg, Bettmaringen, Gutenberg und Berauer Berg) war. St. Blasien konnte – Dank des stets verschuldeten Adels – seine Erwerbspolitik fortsetzen und kaufte 1609 auch die Herrschaft Bonndorf den Herren von Mörsberg und den Herren von Pappenheim die Herrschaft Grafenhausen und 1612 weitere Dörfer abkaufte. 1612 konnte St. Blasien von den Pappenheimern auch die landeshoheitlichen Rechte erwerben. 1613 genehmigte das Kurfürstenkollegium die Übertragung der Hoheitsrechte und damit die Teilung der Landgrafschaft Stühlingen, die dann 1614 tatsächlich erfolgte. 1699 legte St. Blasien all diese reichsunmittelbaren Gebiete zur Grafschaft Bonndorf zusammen, womit die Herrschaft Allmut Teil dieser auch Reichsherrschaft Bonndorf genannten Grafschaft wurde und deren weiteres Schicksal teilte.
Durch den Reichsdeputationshauptschluss 1803 erfolgte die Säkularisation des Klosters St. Blasien samt seiner Grafschaft Bonndorf, und diese wurde dem Malteserorden zugesprochen, der in Heitersheim seinen deutschen Hauptsitz hatte. Der Malteserorden konnte jedoch nie die tatsächliche Herrschaft über die Grafschaft antreten.
Nach dem Preßburger Frieden kam es in den Jahren 1805/1806 zu Auseinandersetzungen über die Zugehörigkeit der Grafschaft Bonndorf zwischen dem Königreich Württemberg und dem Kurfürstentum Baden (später Großherzogtum Baden), die dann 1806 durch Frankreich zugunsten Badens entschieden wurden.
Im Großherzogtum wurde die Herrschaft Allmut dem Amt Bettmaringen zugeteilt. Nach dessen Auflösung kam die Herrschaft 1813 zum Bezirksamt Tiengen und wechselte dann 1819 zum Bezirksamt Bonndorf. Nachdem dieses Amt 1924 aufgelöst worden war, erfolgte die Zuordnung zum Bezirksamt (später Landkreis) Waldshut.